# 존 홀트 (가수)
존 홀트(John Holt, 아명은 존 케네스 홀트(John Kenneth Holt)이며 나중에 윈스턴 홀트(Winston Holt)로 개명, 1947년 7월 11일 ~ 2014년 10월 19일)는 자메이카의 남성 레게 음악 가수, 작사가, 작곡가, 편곡가이다.

## 생애

### 일생
1959년 자메이카의 라디오 노래 콘테스트에서 첫 데뷔하였으며 1964년 스카 음악 밴드 "패러건즈(Paragons)"의 보컬리스트로 정식 가수 데뷔하였고 1970년 본격 솔로 가수 데뷔하였다.
그는 "패러건즈"의 보컬리스트 시절에 《The tide is high》라는 곡을 작사 및 작곡하고 노래하였으며 나중에 솔로 가수의 입장으로도 리메이크하였다.

## 유명세
앞서 거론한 것처럼 그는 "패러건즈"의 보컬리스트 시절에 《The tide is high》라는 곡을 작사 및 작곡하고 오리지널 원곡으로 노래하였으며 나중에 솔로 가수의 입장으로도 리메이크하였으며 이에 아울러 그는 보통적으로 대한민국 국내에서는 《The tide is high》라는 곡과 미국 남성 R&B 보컬 음악 그룹 "맨해튼즈(Manhattans)"의 《Kiss and say goodbye》라는 곡을 리메이크하여 히트한 가수로 널리 잘 알려져 있다.